# Elbow (band)
Elbow is een Britse muziekgroep, afkomstig uit Manchester. De band bestaat uit zanger Guy Garvey, toetsenist Craig Potter, bassist Pete Turner, drummer Alex Reeves en gitarist Mark Potter.

## Geschiedenis

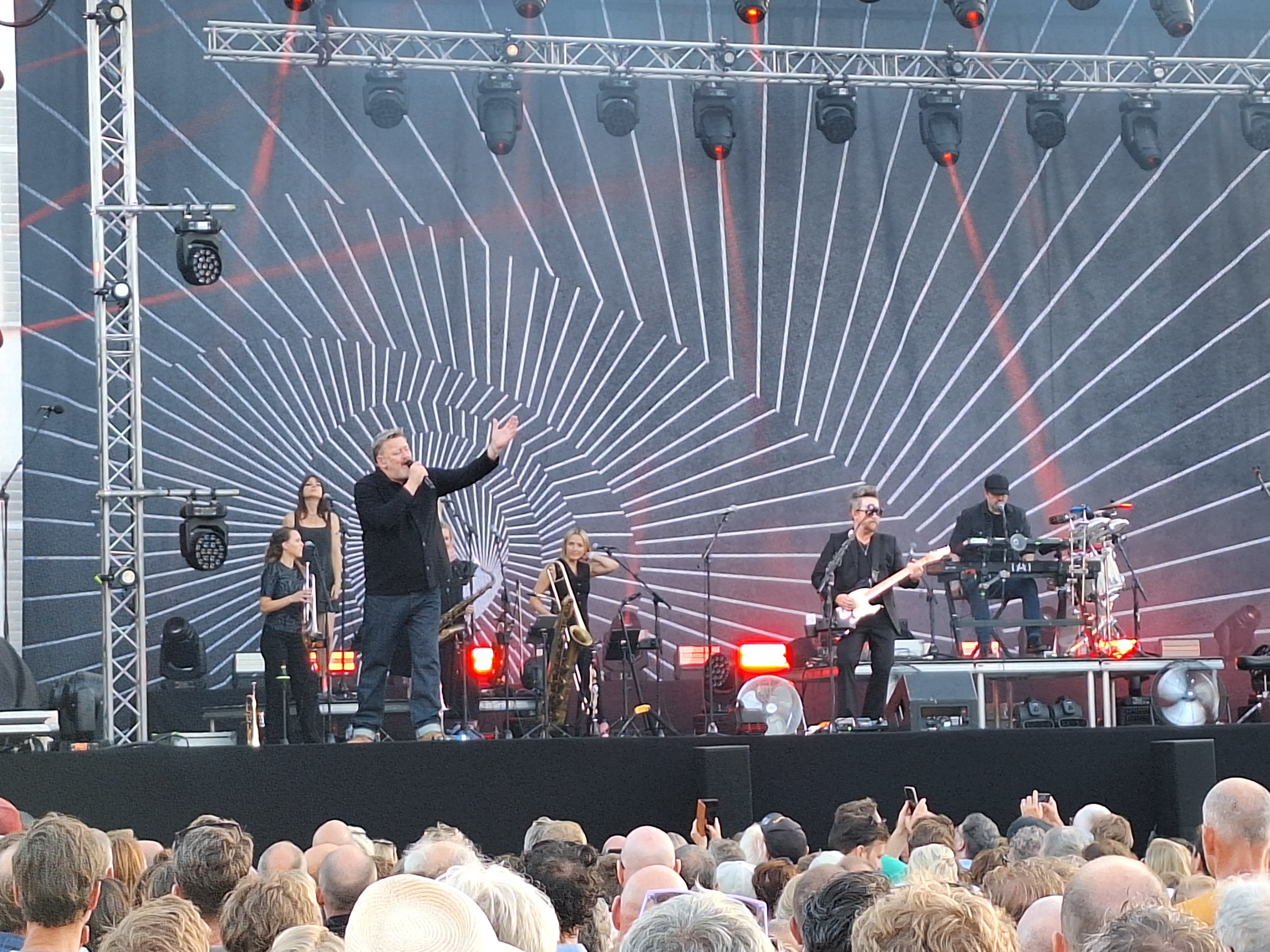
Elbow tijdens Royal Park Live 2025

De groep werd in 1991 opgericht onder de naam Mr Soft, die later werd ingekort tot Soft. In 1997 kreeg de band de huidige naam. In 2001 verscheen hun eerste album en in 2003 hun tweede, dat zeer goed werd ontvangen. De groep is een band met groeiende populariteit, zoals te zien is aan de hitnoteringen van hun laatste albums.
In 2008 kreeg Elbow de Mercury Music Prize voor hun album The Seldom Seen Kid en in februari 2009 de Brit Award voor de beste Britse band.
In september 2010 kondigde de band op zijn website aan de opvolger van The Seldom Seen Kid begin 2011 uit te zullen brengen. Het album Build a Rocket Boys! verscheen in maart 2011. De eerste single Lippy Kids bezorgde hen hun eerste Top 40-hit in Nederland. Het nummer kwam tot de 29ste positie in de lijst.
In 2011 trad Elbow in Nederland op tijdens Pinkpop en Lowlands. Hierbij werden opnamen gemaakt voor een livealbum.
In het najaar van 2013 kwam Live from Jodrell Bank uit, een dvd en twee cd's, opgenomen aan de voet van de Lovell-radiotelescoop (diameter 76 m) van het Jodrell Bank Observatory in Manchester.
In 2014 kwam The Take Off and Landing of Everything uit. Ter gelegenheid van dit album traden ze op 18 maart van dat jaar op in Paradiso. De VPRO zond het concert een paar weken later integraal uit.
Op 6 maart 2016 kwam de melding dat Richard Jupp, de drummer, de band zou verlaten. Hun volgende album werd zonder hem opgenomen.
In 2017 verscheen Little Fictions, hun zevende studioalbum.
Hun achtste studioalbum, Giants of All Sizes, werd aangekondigd op 7 augustus 2019. Dit werd voorafgegaan door een eerste single van dit album Dexter & Sinister.
Het negende album kwam uit in november 2021 en heet  Flying Dream 1.
In maart 2024 verscheen hun tiende album Audio Vertigo.

## Discografie

### Albums
| Album                                      | Verschijnen       | Label           | Hitlijsten | Hitlijsten | Hitlijsten | Hitlijsten | Hitlijsten | Hitlijsten | Opmerkingen    |
| Album                                      | Verschijnen       | Label           | BE (VL)    | BE (VL)    | NL         | NL         | GB         | US         | Opmerkingen    |
| Album                                      | Verschijnen       | Label           | Piek       | Weken      | Piek       | Weken      | Piek       | Piek       | Opmerkingen    |
| ------------------------------------------ | ----------------- | --------------- | ---------- | ---------- | ---------- | ---------- | ---------- | ---------- | -------------- |
| Asleep in the Back                         | 7 mei 2001        | V2 Records      | —          | —          | —          | —          | 14         | —          | Studioalbum    |
| Cast of Thousands                          | 18 augustus 2003  | V2 Records      | —          | —          | —          | —          | 7          | 196        | Studioalbum    |
| Leaders of the Free World                  | 12 september 2005 | V2 Records      | 31         | 5          | 69         | 2          | 12         | —          | Studioalbum    |
| The Seldom Seen Kid                        | 17 maart 2008     | Fiction Records | 7          | 50         | 39         | 25         | 5          | 109        | Studioalbum    |
| Build a Rocket Boys!                       | 4 maart 2011      | Fiction Records | 3          | 38         | 5          | 38         | 2          | 151        | Studioalbum    |
| Dead in the Boot                           | 27 augustus 2012  | Fiction Records | 3          | 13         | 11         | 5          | 4          | —          | Verzamelalbum  |
| Live at Jodrell Bank                       | 25 november 2013  | Fiction Records | 46         | 17         | —          | —          | —          | —          | Livealbum      |
| The Take Off and Landing of Everything     | 10 maart 2014     | Fiction Records | 1 (1 wk)   | 46         | 4          | 19         | 1          | 83         | Studioalbum    |
| Little Fictions                            | 3 februari 2017   | Polydor         | 3          | 44         | 1 (1 wk)   | 8          | 1          | 172        | Studioalbum    |
| The Best Of                                | 24 november 2017  | Polydor         | 41         | 19         | 45         | 2          | 11         | —          | Verzamelalbum  |
| Giants of All Sizes                        | 11 oktober 2019   | Polydor         | 5          | —          | 10         | 3          | 1          | —          | Studioalbum    |
| Live at the Ritz - An Acoustic Performance | 16 april 2020     | Polydor         | —          | —          | —          | —          | —          | —          | Livealbum      |
| Elbow Rooms                                | 19 juni 2020      | Polydor         | —          | —          | —          | —          | —          | —          | Streamingalbum |
| Flying Dream 1                             | 19 november 2021  | Polydor         | —          | —          | 16         | 2          | —          | —          | Studioalbum    |
| Audio Vertigo                              | 22 maart 2024     | Polydor         | —          | —          | 5          | 2          | —          | —          | Studioalbum    |

### Singles
| Lied                                                      | Verschijnen      | Album                                  | Hitlijsten | Hitlijsten | Hitlijsten  | Hitlijsten  | Hitlijsten | Hitlijsten | Opmerkingen |
| Lied                                                      | Verschijnen      | Album                                  | BE (VL)    | BE (VL)    | NL (Top 40) | NL (Top 40) | GB         | US         | Opmerkingen |
| Lied                                                      | Verschijnen      | Album                                  | Piek       | Weken      | Piek        | Weken       | Piek       | Piek       | Opmerkingen |
| --------------------------------------------------------- | ---------------- | -------------------------------------- | ---------- | ---------- | ----------- | ----------- | ---------- | ---------- | ----------- |
| Red                                                       | 23 april 2001    | Asleep in the Back                     | —          | —          | —           | —           | 36         | —          |             |
| Powder Blue                                               | 9 juli 2001      | Asleep in the Back                     | —          | —          | —           | —           | 41         | —          |             |
| Newborn                                                   | 8 oktober 2001   | Asleep in the Back                     | —          | —          | —           | —           | 42         | —          |             |
| Asleep in the Back/Coming Second                          | 4 februari 2002  | Asleep in the Back                     | —          | —          | —           | —           | 19         | —          |             |
| Fallen Angel                                              | 4 augustus 2003  | Cast of Thousands                      | —          | —          | —           | —           | 19         | —          |             |
| Fugitive Motel                                            | 27 oktober 2003  | Cast of Thousands                      | —          | —          | —           | —           | 44         | —          |             |
| Not a Job                                                 | 23 februari 2004 | Cast of Thousands                      | —          | —          | —           | —           | 26         | —          |             |
| Grace Under Pressure/Switching Off                        | 12 juli 2004     | Cast of Thousands                      | —          | —          | —           | —           | —          | —          |             |
| Forget Myself                                             | 29 augustus 2005 | Leaders of the Free World              | —          | —          | —           | —           | 22         | —          |             |
| Leaders of the Free World                                 | 7 november 2005  | Leaders of the Free World              | —          | —          | —           | —           | 53         | —          |             |
| Grounds for Divorce                                       | 10 maart 2008    | The Seldom Seen Kid                    | —          | —          | —           | —           | 19         | —          |             |
| One Day Like This                                         | 2 juni 2008      | The Seldom Seen Kid                    | 19         | 3          | —           | —           | 4          | —          |             |
| The Bones of You                                          | 17 maart 2008    | The Seldom Seen Kid                    | tip 13     | —          | —           | —           | —          | —          |             |
| Weather to Fly                                            | 2009             | The Seldom Seen Kid                    | tip 14     | —          | —           | —           | —          | —          |             |
| Neat Little Rows                                          | 27 februari 2011 | Build a Rocket Boys!                   | tip 36     | —          | —           | —           | —          | -          |             |
| Open Arms                                                 | 24 april 2011    | Build a Rocket Boys!                   | 47         | 2          | —           | —           | 58         | —          |             |
| Lippy Kids                                                | 8 augustus 2011  | Build a Rocket Boys!                   | tip 20     | —          | 29          | 2           | —          | 7          |             |
| Dear Friends                                              | 5 december 2011  | Build a Rocket Boys!                   | tip 25     | —          | —           | —           | —          | —          |             |
| The Night Will Always Win (Live From Antwerp Lotto Arena) | 2011             | Build a Rocket Boys!                   | tip 25     | —          | —           | —           | —          | —          |             |
| Lippy Kids (Live at Rock Werchter 2011)                   | 11 juli 2011     | —                                      | 6          | 9          | —           | —           | —          | —          |             |
| New York Morning                                          | 27 januari 2014  | The Take Off and Landing of Everything | 37         | 1          | —           | —           | —          | —          |             |
| Charge                                                    | 19 april 2014    | The Take Off and Landing of Everything | —          | —          | —           | —           | —          | —          |             |
| My Sad Captains                                           | 26 mei 2014      | The Take Off and Landing of Everything | tip 15     | —          | —           | —           | —          | —          |             |
| Real Life (Angel)                                         | 4 augustus 2014  | The Take Off and Landing of Everything | tip 49     | —          | —           | —           | —          | —          |             |
| What Time Do You Call This?                               | 1 juni 2015      | Man Up soundtrack                      | tip 58     | —          | —           | —           | —          | —          |             |
| Lost Worker Bee                                           | 24 juli 2015     | Lost Worker Bee EP                     | —          | —          | —           | —           | 123        | —          |             |
| Magnificent (She Says)                                    | 15 december 2016 | Little Fictions                        | tip 8      | —          | —           | —           | 97         | —          |             |
| All Disco                                                 | 5 januari 2017   | Little Fictions                        | —          | —          | —           | —           | —          | —          |             |
| Gentle Storm                                              | 27 januari 2017  | Little Fictions                        | tip 33     | —          | —           | —           | —          | —          |             |
| Golden Slumbers                                           | 10 november 2017 | The Best Of                            | tip 10     | —          | —           | —           | 29         | —          |             |
| Dexter & Sinister                                         | 1 augustus 2019  | Giants of All Sizes                    | —          | —          | —           | —           | —          | —          |             |
| Empires                                                   | 21 augustus 2019 | Giants of All Sizes                    | tip 31     | —          | —           | —           | —          | —          |             |
| White Noise White Heat                                    | 3 oktober 2019   | Giants of All Sizes                    | —          | —          | —           | —           | —          | —          |             |
| My Trouble                                                | 6 maart 2020     | Giants of All Sizes                    | —          | —          | —           | —           | —          | —          |             |
| The Seldom Seen Kid                                       | 1 oktober 2021   | Flying Dream 1                         | —          | —          | —           | —           | —          | —          |             |
| Six Words                                                 | 15 oktober 2021  | Flying Dream 1                         | —          | —          | —           | —           | —          | —          |             |
| Flying Dream 1                                            | 1 november 2021  | Flying Dream 1                         | —          | —          | —           | —           | —          | —          |             |
| What Am I Without You                                     | 7 januari 2022   | Flying Dream 1                         | —          | —          | —           | —           | —          | —          |             |
| Lovers' Leap                                              | 25 januari 2024  | Audio Vertigo                          | —          | —          | —           | —           | —          | —          |             |
| Balu                                                      | 1 maart 2024     | Audio Vertigo                          | —          | —          | —           | —           | —          | —          |             |
| Good Blood Mexico City                                    | 12 maart 2024    | Audio Vertigo                          | —          | —          | —           | —           | —          | —          |             |
| Things I've Been Telling Myself for Years                 | 22 maart 2024    | Audio Vertigo                          | —          | —          | —           | —           | —          | —          |             |
| Sober                                                     | 9 mei 2025       | Audio Vertigo Echo                     | —          | —          | —           | —           | —          | —          |             |
| Dis-Graceland 463-465 Bury New Road                       | 23 mei 2025      | Audio Vertigo Echo                     | —          | —          | —           | —           | —          | —          |             |

### NPO Radio 2 Top 2000
| Nummers met noteringen in de NPO Radio 2 Top 2000 | '11  | '12 | '13 | '14 | '15 | '16  | '17  | '18  | '19  | '20  | '21  | '22  | '23  | '24  |
| ------------------------------------------------- | ---- | --- | --- | --- | --- | ---- | ---- | ---- | ---- | ---- | ---- | ---- | ---- | ---- |
| Grounds for Divorce                               | -    | -   | -   | -   | -   | 1848 | 1727 | -    | 1997 | -    | -    | -    | -    | -    |
| Lippy Kids                                        | 1442 | 586 | 599 | 605 | 456 | 659  | 490  | 795  | 771  | 959  | 967  | 1080 | 1126 | 1215 |
| Magnificent (She Says)                            | ×    | ×   | ×   | ×   | ×   | -    | 1282 | 1449 | 1413 | 1556 | 1704 | 1631 | 1517 | 1505 |
| One Day Like This                                 | 228  | 285 | 237 | 177 | 142 | 183  | 139  | 207  | 227  | 244  | 290  | 284  | 322  | 285  |

1. ↑  Een '-' betekent dat het nummer niet was genoteerd, een '×' betekent dat het nummer nog niet was uitgebracht en een vetgedrukt getal geeft de hoogste notering van een nummer aan.
2. ↑  2011 was het eerste jaar met een notering voor Elbow.